# Rourea acutipetala
Rourea acutipetala är en tvåhjärtbladig växtart. Rourea acutipetala ingår i släktet Rourea och familjen Connaraceae. Inga underarter finns listade i Catalogue of Life.